# Alphonse Daloz
Pour les articles homonymes, voir Daloz.
Alphonse Daloz, né à Paris dans l'ancien 1er arrondissement, le 31 mars 1800 et mort à Nice le 17 février 1885, est un notaire français, créateur de la forêt du Touquet, à l'origine de Paris-Plage puis du Touquet-Paris-Plage.

## Biographie

### Famille

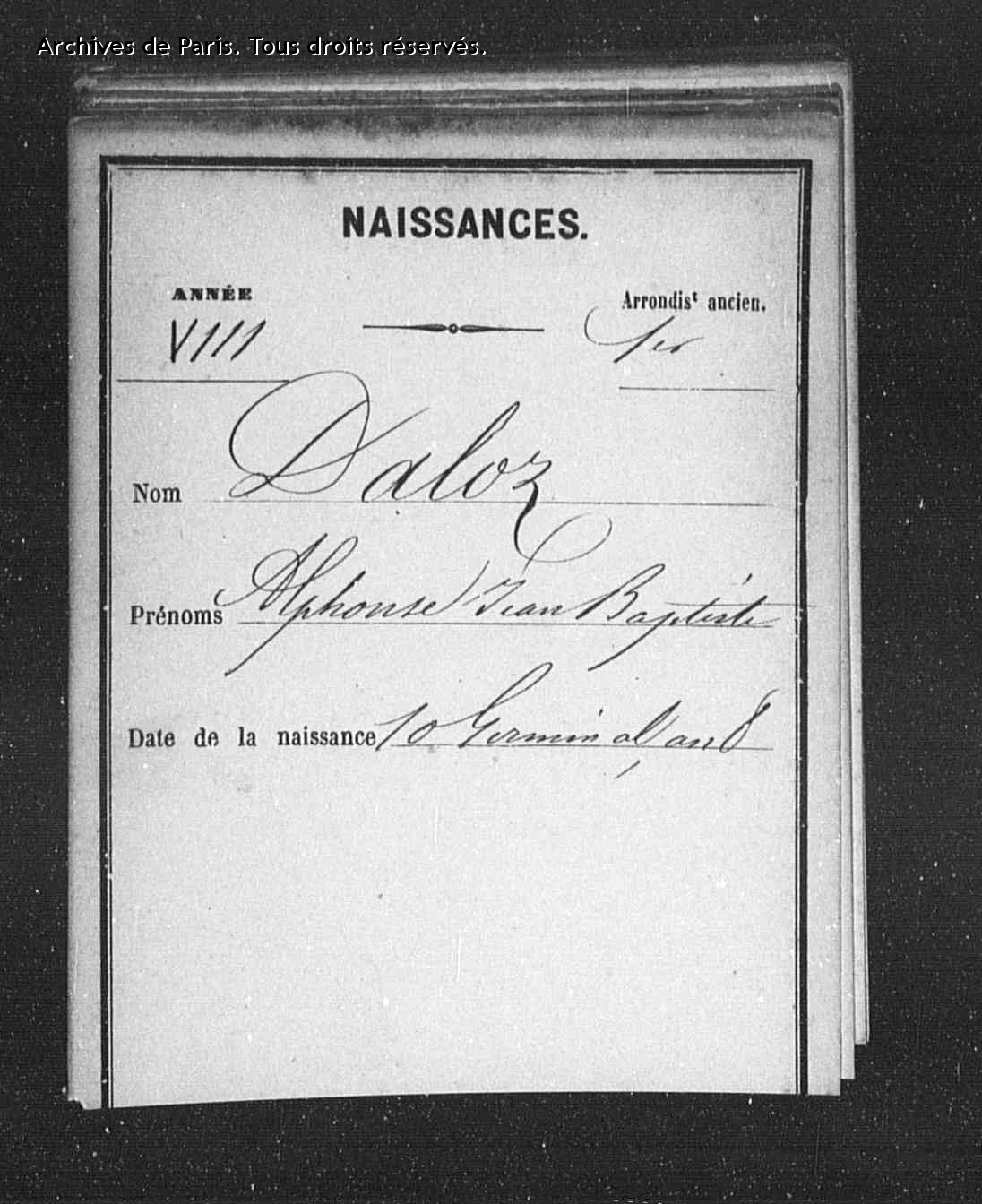
Acte de naissance reconstitué d'Alphonse Daloz.

Alphonse Jean Baptiste Daloz est né à Paris le 10 germinal de l'an 8 c'est-à-dire le 31 mars 1800. Il est le fils d'André Louis Joseph Daloz et de Marie Catherine Sophie Gary.
Alphonse Daloz épouse en premières noces le 29 octobre 1827, Armandine Alphonsine Pignatelli d'Aragon Bigottini, fille naturelle d'Émilie Bigottini, danseuse étoile de l'Opéra de Paris, et du prince Pignatelli qui l'a reconnue. Elle est richement dotée. Elle meurt à Créteil le 11 août 1833, après lui avoir donné deux enfants. Elle lui a fait promettre de s'occuper de son frère, n'ayant pas confiance en sa mère pour s'occuper de ce garçon. Le 15 février 1834 à Paris, Alphonse Daloz épouse en secondes noces Herminie Juliette Henriette Petiniaud, fille de Jean Baptiste François Pétiniaud (député de Saint-Domingue (colonie française) au Conseil des Cinq-Cents) et de Joséphine de Lacoste. Il tient la promesse faite à sa première épouse de s'occuper de son jeune frère, Charles, alors âgé de 17 ans. Charles devient l'amant d'Herminie, puis est supplanté par un autre. Peu de temps après, le couple effectue une demande de séparation aux tribunaux. La séparation est effective par jugement du tribunal.
- Alphonse Daloz épouse en premières noces Armandine Alphonsine Pignatelli d'Aragon Bigottini. De ce mariage, naissent deux enfants :
  - André Émile Daloz, né à Paris le 29 octobre 1828[7]. Il meurt à 16 ans le 19 septembre 1845. La chapelle Saint-André de Paris-Plage porte son prénom en remerciement du don du terrain par la famille Daloz pour sa construction ;
  - Henriette Marie Caroline Daloz née à Paris le 26 avril 1830[8]. Le 29 avril 1852 à Paris, elle épouse Charles Louis Rigaud (1825-1889), propriétaire à Boulogne-sur-Mer, fils de Louis Rigaud (ancien élève de l’École polytechnique, promotion 1799). Elle meurt le 23 janvier 1882. Ils ont deux filles :
    - Jeanne Rigaud, née à Paris le 7 janvier 1853. Le 8 mai 1875, elle épouse à Paris Maurice Lombard, propriétaire à Paris, (né à Paris le 16 février 1846 et mort à Aincourt (Val-d'Oise) le 31 juillet 1878[9] ;
      - André Lombard, né à Paris le 20 avril 1876[10] et mort le 21 avril 1910.

    - Louise Rigaud, née à Paris le 5 juin 1854. Le 20 juin 1882 à Paris, elle épouse Marie René Petit Le Roy, Premier secrétaire d'ambassade
      - Jacques Petit Leroy (1883-1915)
      - Marie Louise Petit Leroy (1885-1957), elle épouse en 1908 Michel Dehollain
      - André Marie Serge Petit Le Roy (1886-1959), officier de la Légion d'honneur[11]
- Veuf en 1833, Alphonse Daloz épouse en secondes noces Herminie Juliette Henriette Petiniaud de Lacoste. De ce second mariage, naît un fils :
  - Eugène Daloz né à Paris le 29 décembre 1835 et mort le 5 février 1924[12] dans le 17e arrondissement de Paris, consul général de France, décoré de la médaille militaire, chevalier de l'ordre national de la Légion d'honneur[13]. Le 21 février 1865, il épouse à Paris Marguerite Marie Camusat de Saint-Edme dont il divorce le 5 février 1901[14]. Ils ont une fille :
    - Andrée Daloz, née à Paris le 11 août 1873. Le 27 juin 1895, elle épouse à Paris Jules Augustin Guillemin, architecte entrepreneur à Paris-Plage[15],[16].
      - Solange Marie née le 26 septembre 1897 dans le 8e arrondissement de Paris mariée le 9 février 1931, dans le 8e arrondissement de Paris, avec Charles Amédée Thiébauld, colonel, chevalier de la Légion d'honneur et titulaire de la croix de guerre, née le 26 décembre 1879 à Montpellier dans l'Hérault[17].
      - Élisabeth Marie Jeanne née le 8 février 1910 dans le 8e arrondissement de Paris mariée le 18 février 1935 avec André Gaston Millar Germain Saint, industriel, né le 9 avril 1908 à Mont-Saint-Aignan dans le département de la Seine-Maritime[18].

### Vie professionnelle
On connaît peu de chose sur sa vie professionnelle si ce n'est que le 28 février 1827, il fait l'acquisition de l'étude de Me Gilbert, notaire à Paris, il la conserve dix ans. Le 17 février 1837, il la cède à Me Linard qui la conserve quatre ans, puis quatre titulaires se succèdent jusqu'en 1889, et enfin Me Baillet.
Une fois retiré des affaires, il rêve de se livrer à une exploitation agricole.

### L'aventure du Touquet

#### 1837: achat des terrains
L’État met en vente par adjudication le domaine du Touquet, il s'agit d'un « lais de mer » c'est-à-dire des terrains dunaires à l'embouchure de la Canche de plus de 1 600 hectares, au lieu-dit Le Touquet, pour en faire un terrain de chasse. Ce domaine est vendu, en 1836, à M. Doms, citoyen belge, mais au bout d'un an le paiement n'a pas encore été fait, l'État le remet en vente et le 25 avril 1837 Alphonse Daloz l'achète aux enchères avec son associé M. Alyon pour 150 000 F,,.

#### 1837-1855: tentatives d'élevage et d'agriculture
Fortune faite et après avoir cédé son office notarial, passionné par la nature et la chasse, Alphonse Daloz se consacre à l'élevage et à l'agriculture sur ses terres du Touquet. Ils établissent des pâturages et construisent de vastes étables pour 70 vaches et bœufs. L'affaire étant peu rémunératrice, son associé M. Alyon demande à vendre presque toutes ses parts. Le 1er janvier 1839, Alphonse Daloz en acquiert une partie, M. Marion une deuxième et M. Naurois le reste. Ils s'essayent à la culture de pommes de terre, de topinambours et de seigle, une féculerie et une distillerie sont installées près des bâtiments existants, à l'emplacement où, en 1903, John Whitley installe un théâtre puis une salle d'armes. Ces expériences durent neuf ans, Alphonse Daloz dit : 

« Je vois toujours de l'argent sortir de ma caisse, mais je n'en vois jamais rentrer. »

Le 17 décembre 1847, M. Alyon se retire complètement de l'affaire, suivi, le 2 mai 1850, par M. Marion. Alphonse Daloz rachète toutes leurs parts, M. Naurois reste encore cinq ans, mais le 27 décembre 1855 il vend ses parts, « le domaine de la société de Stella-Plage », à Charles Louis Rigaud, le gendre d'Alphonse Daloz.
Alphonse Daloz est maire de Cucq de 1855 à 1865. Parmi les décisions importantes qu'il prend, il y a la construction de la mairie le 15 août 1856, l'avis favorable pour la construction du pont sur la Canche le 11 août 1856 et la construction de l'école communale des garçons le 15 novembre 1856.

#### 1856: création de la forêt
En 1856, aidé par son gendre Charles Louis Rigaud, Alphonse Daloz tente l'aventure que venait de réussir Nicolas Brémontier dans les Landes de Gascogne en 1786 : fixer les dunes par des plantations de pins maritimes. Ils décident donc de planter sur 800 hectares, une forêt pour fixer le sable très mobile en y faisant pousser 4 500 arbres (essentiellement des pins maritimes).
Le 20 décembre 1858, les deux associés se partagent le domaine, Alphonse Daloz, en prend les trois-quarts, environ 1 250 ha, situés plutôt vers la Canche et Charles Rigaud le reste, environ 350 ha, situé vers Berck, entre Cucq et la mer. Ils continuèrent le boisement des vastes espaces qui n'ont pas encore été ensemencés, le pin maritime devant être semé dans des plantations d'oyats exécutés au préalable. En 1864, la forêt est déjà fort séduisante. Quand Alphonse Daloz parle de ses arbres, il les appelle ses « enfants ».

#### 1864: construction et installation au «château»

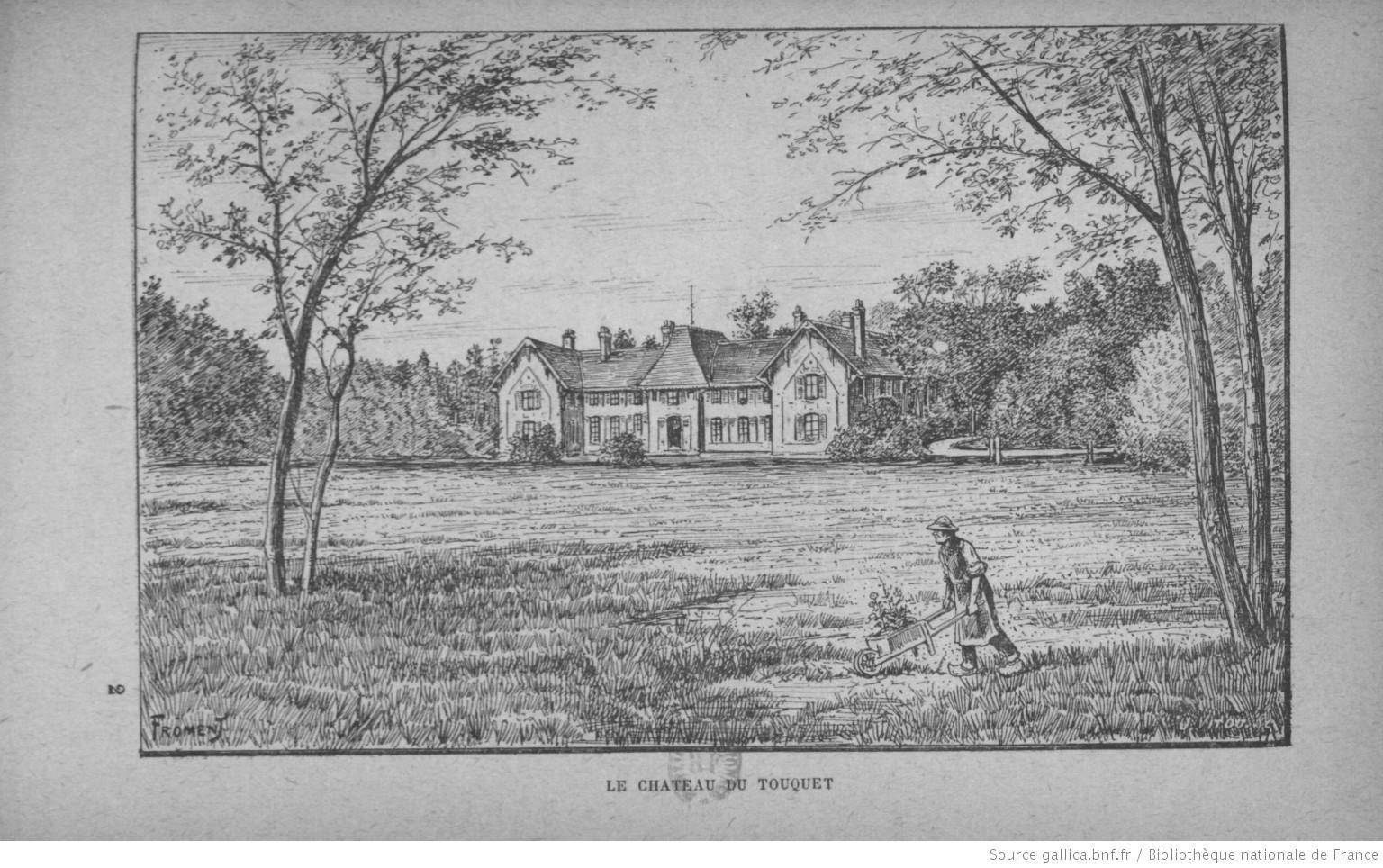
Le château Daloz fin XIXe siècle.

En 1864, n'habitant plus guère à son domicile du 11, rue du Mont-Thabor à Paris, Alphonse Daloz se fait construire un grand chalet appelé « le château », à l'emplacement de l'actuel « Palais de l'Europe ».
En 1870, il remarque que la mer ronge sa forêt du côté de la Canche, il demande à l'administration que la digue soit prolongée jusqu'à la pointe, il obtient satisfaction, mais à partir de cette époque, c'est l'inverse qui se produit sur la côte de Camiers, et la mer a tendance à se retirer du côté du Touquet. Conséquence heureuse pour Alphonse Daloz, son domaine ne cesse de s'agrandir en direction de la mer. Alors qu'en 1857 on compte 250 mètres entre la plage et les phares, plus tard on en compte 500 mètres.
Pour embellir sa forêt, il décide de planter d'autres espèces d'arbres, comme les blancs de Hollande, les trembles, les frênes, les ormes et les chênes. Il y réussit à merveille, et en 1875, un agronome distingué, F. Robiou de La Tréhonnais, émerveillé par les résultats obtenus, publie la brochure Le Touquet, histoire d'une forêt pour signaler l'œuvre d'Alphonse Daloz. il écrit :

« Quelle ne fut pas ma surprise lorsque, mélangées aux pins, et croissant à leur abri, je remarquai les essences les plus diverses, depuis le pin maritime, première évolution de cette magnifique forêt, jusqu'au chêne lui-même en passant par les peupliers, les trembles, les saules dans toutes leurs variétés, l'aulne, le bouleau, le frêne, le sapin du Nord, le tamaris, le troène, le sureau jusqu'au merisier... dans certaines parties, j'apercevais même de vigoureuses pousses de chèvre-feuille, dont les lianes parfumées s'élançaient spontanément le long des tiges, et passant d'un arbre à l'autre, en réunissaient le feuillage au moyen de leurs festons gracieux et fleuris. On eut dit un coin de la forêt vierge... »

#### 1874: visite d'Hippolyte de Villemessant
En octobre 1874, Alphonse Daloz invite son ami, Hippolyte de Villemessant, fondateur du quotidien Le Figaro, à une partie de chasse. Ce dernier, émerveillé par le décor qu'il qualifie d'« Arcachon du Nord », lui dit :

« Comment se fait-il que vous n'ayez pas songé à créer une plage à cet endroit ? Ce serait merveilleux ! la plage et la forêt ! Et si on appelait cette station « Paris-Plage », voulez-vous que j'en lance l'idée, nous monterons une affaire... »

Un commencement de publicité a lieu avec de très beaux articles dans le Figaro, mais s'arrête prématurément avec la mort d'Hippolyte de Villemessant.

#### 1880: premier lotissement
En 1880, Alphonse Daloz reprend l'idée à son compte et décide de lotir une partie de son domaine, d'en faire une station balnéaire et de lui donner le nom de « Paris-Plage ».
C'est ainsi qu'en 1882, Alphonse Daloz crée le premier lotissement (partie du Touquet aujourd'hui à l'ouest du boulevard Daloz). Ce premier lotissement appelé Paris-Plage est dessiné par le géomètre Raymond Lens et achevé le 22 mars 1882. Les deux premières maisons (La Vigie et l'Avant-Garde) construit par l'entreprise Dequéker, propriétés d'Henri Saumon, y sont construites dès 1882, le deuxième propriétaire est Léon Garet avec le chalet Suzanne construit en 1886.
Le 29 avril 1882 il promulgue le premier règlement de la station balnéaire, lequel est longtemps le code des premiers habitants, à cette époque, la ville de Cucq n'a rien à voir dans le domaine d'Alphonse Daloz, le châtelain du Touquet est maître chez lui. Cela dure jusqu'à l'époque où les possesseurs du domaine font appel aux pouvoirs publics pour l'entretien de la route départementale, la fondation d'école publique et les questions d'hygiène.

#### 1885: mort
Alphonse Daloz meurt à onze heures du matin sur la promenade des Anglais à Nice le 17 février 1885. Il est inhumé le 24 février 1885 au cimetière du Père-Lachaise (6e division).

#### 1885: vente des terrains par les consorts Daloz

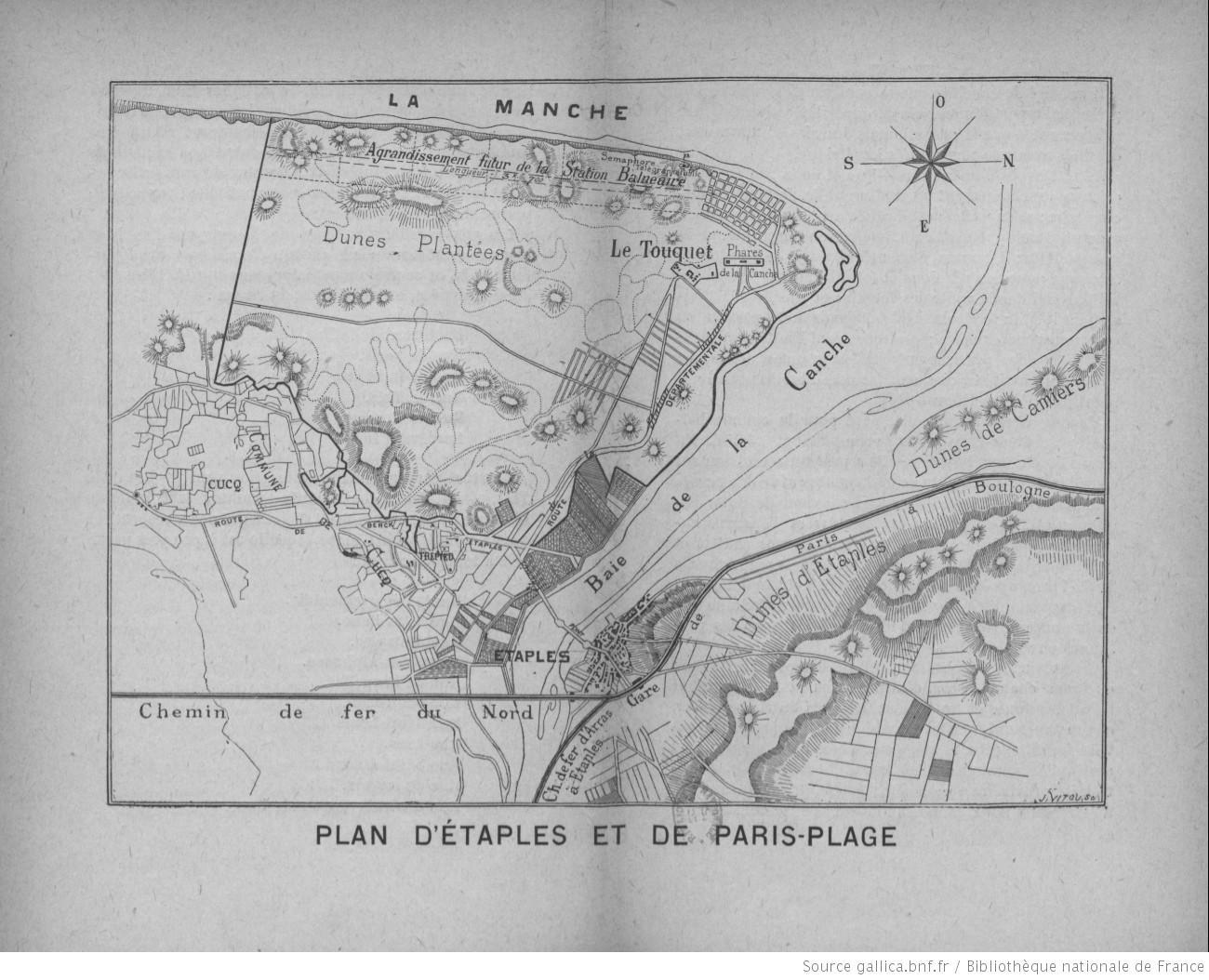
Vue du domaine Daloz et de la commune d'Étaples vers 1894.

Après la mort d'Alphonse Daloz, l'entente se fait entre les différents héritiers : Mme veuve Lombard née Jeanne Rigaud et son fils André ; Mme René Marie Petit-Leroy née Louise Rigaud ; M. Eugène Daloz alors consul à Bogota. Ce dernier confie sa procuration pour la gestion du domaine à Marguerite Marie Camusat de Saint-Edme, son épouse en 1885.
À partir de 1887, tous les deux ans, la famille Daloz entreprend des coupes claires dans la forêt, au grand désespoir des propriétaires, qu'elle vend pour les mines de charbon du Nord. Ces coupes portent sur des espaces variant de 5  à   15 ha dont le rendement produit de 30  à   50 000 F suivant l'importance. Durant plusieurs années également, à la suite de l'arrêt de la location de la chasse, la solution trouvée contre la prolifération des lapins a été de les attraper pendant l'hiver, et de les expédier principalement en Belgique pour le repeuplement des forêts, cela rapporte annuellement de 4  à   5 000 F.
En 1891, l'État impose aux consorts Daloz l'établissement d'une digue, à l'endroit de la grande échancrure, entre la route départementale et la Canche, pour arrêter l'envahissement de la mer et éviter la détérioration de la route départementale toute nouvelle. Le marché est passé avec l'entreprise Charles Prévost le 27 juin 1891 pour un montant de 8 000 F. Sur cette nouvelle plaine ainsi créée, la famille Daloz y cultive des céréales.
En 1894, Madame Daloz se décide à créer de nouvelles zones de lotissement, derrière la rue de Metz, jusqu'au pied de la forêt. C'est Charles Prévost qui, par un marché amiable en date du 25 janvier 1894, est chargé de l'entreprise de ces travaux. La superficie était de 14 ha pour un forfait de 50 000 F, moitié en espèces et moitié en terrains. La méthode fut la même que lors du lotissement de Raymond Lens.

#### 1896: vente du domaine des consorts Daloz à John Whitley
Durant les années 1896 et 1897, le terrain des consorts Daloz est sensiblement diminué par la vente des terrains en bordure de mer, pour la création de « Mayville » pour une superficie de 163,35 ha, avec un front sur la mer de 3,5 km et une profondeur de 500 m. Cette vente est faite pour un montant de 800 000 F échelonnée sur plusieurs années.
Les consorts Daloz décident de mettre en vente leur domaine, le 2 août 1900, un premier essai d'adjudication a lieu, pour une mise à prix de 2 600 000 F, il n'y a aucun amateur. Le 23 juillet 1901, un second essai est tenté pour une mise à prix de 1 300 000 F pour les 1 120 ha restant déduction opérée de la vente du territoire à « Mayville », à Paris-Plage même environ 17 ha, des terrains et dunes situés partie au midi, partie au nord environ 48 ha, d'autres terrains sur le littoral, au-delà de « Mayville » vers Merlimont sur une profondeur de 500 m soit environ 65 ha et enfin le château du Touquet, la forêt du Touquet et tous les terrains boisés et dunes en arrière du littoral, le tout tenant à Paris-Plage pour environ 989 ha : « On peut s'adresser, pour visiter, à M. Cléret, régisseur du château, et pour tous renseignements à Me Oger, notaire à Étaples ; à Me Merlin, notaire à Paris, au 24, rue de Bourgogne ; à Me Bertrand-Taillet, notaire à Paris, au 66, rue Pierre Charron et enfin à Me Félix Morel d'Arleux, notaire à Paris, au 35, rue du Faubourg Poissonnière, dépositaires du cahier des charges ». Une nouvelle fois, aucun amateur ne se manifeste. Une nouvelle adjudication a lieu en août 1902 pour seulement 900 000 F, mais toujours sans succès.

#### 1902: fin de l'aventure Daloz au Touquet
Une dernière adjudication a lieu le 16 décembre 1902 pour un montant de 600 000 F, l'adjudication a lieu à Paris, John Whitley qui est présent, est déclaré adjudicataire pour 870 000 F.
Ainsi s'achève l'histoire d'Alphonse Daloz et de sa famille avec le Touquet et Paris-Plage, le domaine du Touquet, après être resté en leur possession, pendant 70 ans, passe entre les mains de John Whitley, qui le remet au “Touquet Syndicate Limited” pour le compte duquel il avait opéré l'achat.
En 1903, le chalet Daloz est transformé en hôtel de la Forêt sous l'impulsion de John Whitley,.

#### 2024: les descendants d'Alphonse Daloz
En juin 2024, à la suite de recherches généalogiques effectuées par un service de la commune, les membres de la famille Chomette, descendants directs d'Alphonse Daloz, sont retrouvés et renouent avec l'histoire la commune et de leur ancêtre. Ils sont les invités d'honneur de la commune lors d'une réception organisée à cette occasion à l'hôtel de ville.

## Hommage

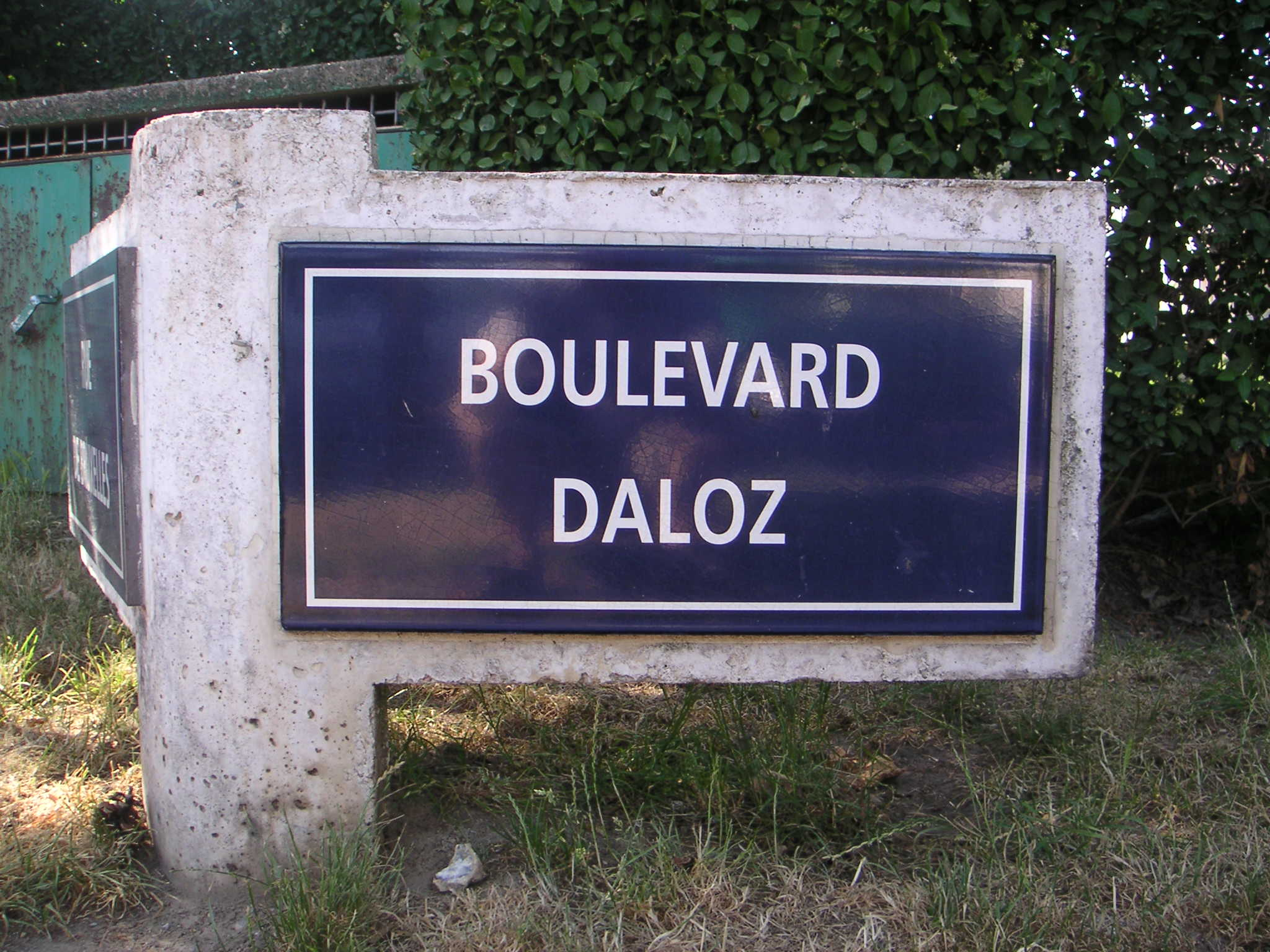

Pour rendre hommage à Alphonse Jean Baptiste Daloz, ses prénoms et nom sont donnés à plusieurs voies de la commune : la rue Saint-Jean et la rue Saint-Alphonse (aujourd'hui rue Léon Garet) et l'une des voies les plus importantes : le boulevard Daloz. La première chapelle Saint-André de Paris-Plage, aujourd'hui remplacée par l'hôtel des postes, est dédiée à son fils André, mort jeune.

## Pour approfondir

### Ouvrage d'Édouard Lévêque,Histoire de Paris-Plage et du Touquet souvenirs et impressions1905
1. ↑  p. 40 et 41.
2. ↑  p. 462 à 470.
3. ↑  p. 133.

### Autres sources
1. ↑  acte reconstitué de l'état civil parisien no 69/101.
2. ↑  
« Paris - Archives notariales - relevé collaboratif », sur geneanet.org (consulté le 16 mars 2019).
3. ↑  
« acte de mariage, reconstitué », sur le site des archives de Paris (consulté le 17 mars 2019).
4. ↑  
« acte de décès (page 52/166) », sur le site des archives départementales du Val-de-Marne (consulté le 17 mars 2019).
5. ↑  Auguste Kuscinski, Les députés au corps législatif : conseil des cinq-cents, conseil des anciens de l'an IV à l'an VII : listes, tableaux et lois, Société de l'Histoire de la Révolution française, 1905 (lire en ligne), p. 382.
6. ↑  Article paru dans la Gazette des tribunaux du 5 juin 1842, article repris par Mabile de Poncheville dans la Revue de Boulogne en 1964, article cité par Fernand Holuigue dans sa communication Alphonse Jean Baptiste Daloz à la société académique du Touquet-Paris-Plage (pages 45 à 51) de l'ouvrage Histoires de... Paris-Plage.
7. ↑  
« acte de naissance, reconstitué (72/101) », sur le site des archives de Paris (consulté le 17 mars 2019).
8. ↑  
« acte de naissance, reconstitué (73/101) », sur le site des archives de Paris (consulté le 17 mars 2019).
9. ↑  
« acte de décès (page 78/274) », sur le site des archives départementales du Val-d'Oise (consulté le 17 mars 2019).
10. ↑  
« acte de décès (22/31) », sur le site des archives de Paris (consulté le 17 mars 2019).
11. ↑  « Cote LH/2570/4 », base Léonore, ministère français de la Culture.
12. ↑  
« acte de décès no 373 » (consulté le 17 mars 2019), p. 11/31.
13. ↑  « Cote LH/649/58 », base Léonore, ministère français de la Culture.
14. ↑  
« acte de mariage no 161 », sur le site des archives de Paris (consulté le 17 mars 2019), p. 25/31.
15. ↑  
« acte de mariage no 488 », sur le site des archives de Paris (consulté le 17 mars 2019), p. 21/31.
16. 1 2 3  Édouard Lévêque, Les disparus - les biographies des fondateurs du Touquet-Paris-Plage et des principaux artisans de son développement, Le Touquet-Paris-Plage, EDR/ éditions des régionalismes de Cressé. Édition originale de 1925 réédition de 2013, page 11 à 18.
17. ↑  
« acte de mariage no 104 des archives de Paris », sur le site des archives de Paris (consulté le 29 mars 2019), p. 18/31.
18. ↑  
« acte de mariage no 105 des archives de Paris », sur le site des archives de Paris (consulté le 29 mars 2019), p. 18/31.
19. ↑  Édouard Lévêque, Les Disparus : Biographies des fondateurs du Touquet-Paris-Plage et des principaux artisans de son développement, Henry Imprimeur à Paris-Plage édité en 1927, 285 p., p. 15.
20. ↑  Journal municipal Le Touquet Magazine, janvier 1997, p. 14.
21. ↑  Martine et Daniel Boivin, Édith et Yves De Gueeter, Paris-Plage en cartes postales anciennes, avril 1987, p. 108.
22. ↑  Martine et Daniel Boivin, Édith et Yves De Gueeter, Paris-Plage en cartes postales anciennes, avril 1987, p. 109.
23. ↑  Le Touquet-Paris-Plage à l’aube de son nouveau siècle, éditions Flandres-Artois-Côte d’Opale, août 1982, p. 14.
24. ↑  appl, « Alphonse Jean-Baptiste Daloz (1800-1885) », sur le site du cimetière du Père-Lachaise, 20 février 2023 (consulté le 17 septembre 2024)
25. ↑  Fabrice Leviel, « Première fois au Touquet pour les descendants d'Alphonse Daloz, le créateur de la station », La Voix du Nord,‎ 2 juin 2024, p. 23 (lire en ligne , consulté le 3 juin 2024).